# Масовий розстріл

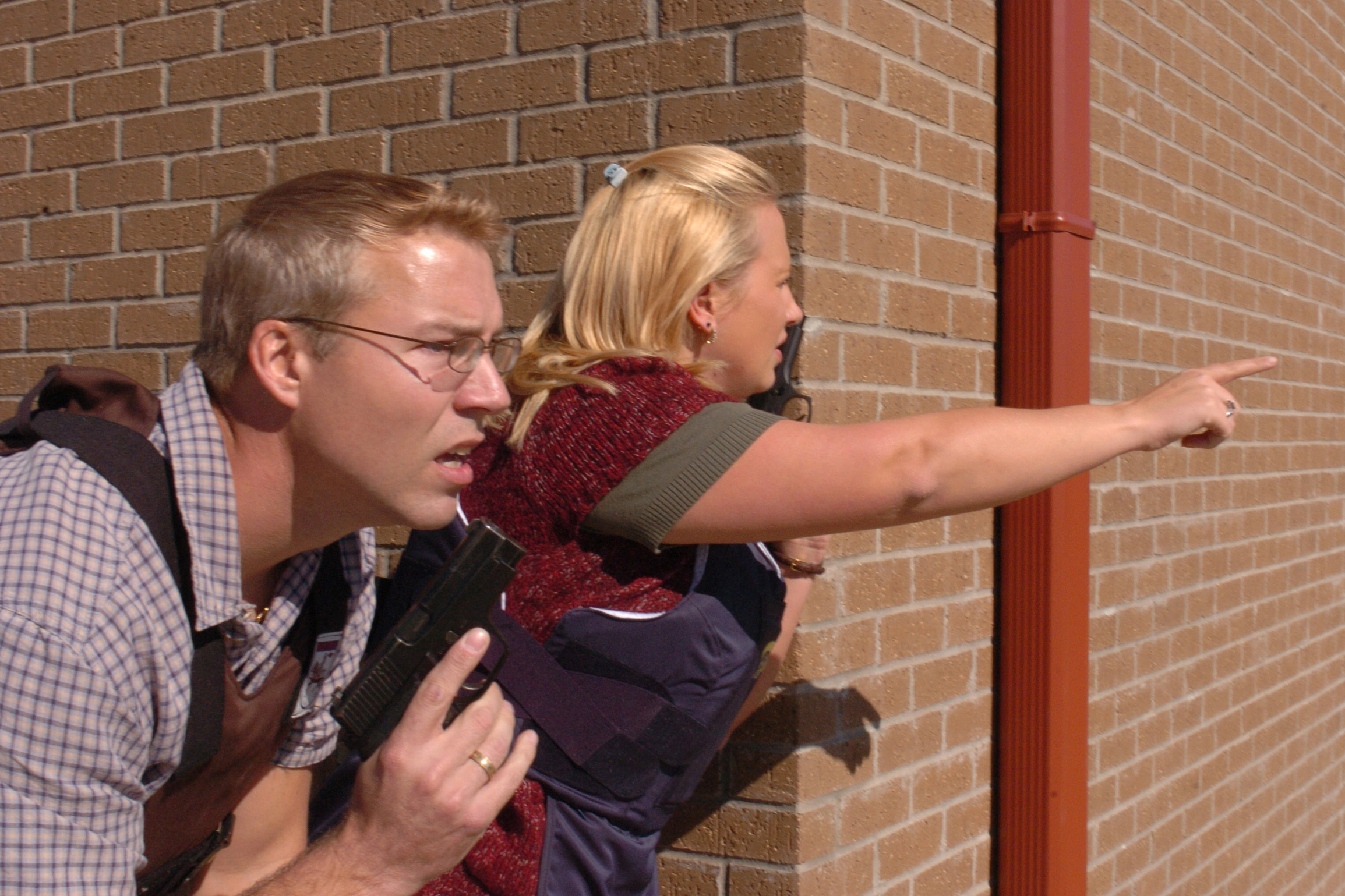
Поліцейські під час масової стрілянини у Форт-Гуді (2009)

Масова стрілянина — це жорстокий злочин, під час якого один або кілька нападників вбивають або поранюють кількох осіб одночасно, використовуючи вогнепальну зброю. Загальноприйнятого визначення «масової стрілянини» немає, і різні організації, які відстежують такі випадки, використовують різні визначення. Визначення масових розстрілів виключають військові дії, а іноді й випадки бандитського насильства, збройні пограбування, вбивства сімей і тероризм. Винуватця масового розстрілу, який триває, можна назвати активним стрільцем.
Масові розстріли трапляються у всіх країнах світу, як правило, девіантними особами. Але вони інтенсифікуються в агресивно налаштованих структурах. Наприклад, в Росії масовий розстріл стався 11 травня 2021 року, коли Ільназ Галявєв убив сімох учнів і двох вчителів у гімназії № 175 у Казані, Татарстан. Інший приклад — стрілянина в Пермському державному університеті 20 вересня 2021 року, де Тимур Бекмансуров застрелив шістьох людей, перш ніж його затримала поліція. Під час іншого інциденту 26 вересня 2022 року Артем Казанцев відкрив стрілянину у своїй колишній школі в Іжевську, Удмуртія, убивши 19 людей, а потім покінчив життя самогубством. 
15 жовтня 2022 року на військовому полігоні Солоти в Бєлгородській області двоє військовослужбовців строкової служби з Таджикистану відкрили "дружній вогонь", убивши 11 людей, перш ніж були вбиті вогнем у відповідь.

## Інтернет-ресурси
- Timeline: Deadliest U.S. mass shootings
- Public Mass Shootings in the United States: Selected Policy Implications Congressional Research Service
- Algoworld: Scientific Ways To Predict Mass Shootings
- Washington Case Revives Debate About 'Contagious' Mass Shootings
- Yes, Mass Shootings Are Occurring More Often. Mother Jones. 21 October 2014.
- Jetter, Michael; Jay K. Walker (October 2018). The Effect of Media Coverage on Mass Shootings (PDF). IZA Institute of Labor Economics.